# یواس‌اس اینکا (آی‌ایکس-۲۲۹)
یواس‌اس اینکا (آی‌ایکس-۲۲۹) (به انگلیسی: USS Inca (IX-229)) یک کشتی بود که طول آن ۴۴۱ فوت ۶ اینچ (۱۳۴٫۵۷ متر) بود. این کشتی در سال ۱۹۴۳ ساخته شد.